# Tuyển hầu xứ Württemberg
Tuyển hầu xứ Württemberg (tiếng Đức: Kurfürstentum Württemberg) là một nhà nước tồn tại trong thời gian ngắn trong Đế chế La Mã Thần thánh ở hữu ngạn sông Rhein. Năm 1803, Đệ Nhất Tổng tài Napoléon Bonaparte đã nâng Công quốc Württemberg lên thành Tuyển hầu quốc Württemberg, hình thức lãnh địa thân vương cao nhất trong Đế chế La Mã Thần thánh. Tuy nhiên, chỉ sau đó 3 năm, vào ngày 1 tháng 1 năm 1806, vị Tuyển đế hầu cuối cùng là Friedrich III được phong danh hiệu Quốc vương của Württemberg, trước khi Hoàng đế cuối cùng của Thánh chế La Mã Franz II tuyên bố bãi bỏ Đế chế La Mã Thần thánh trên thực tế vào ngày 6 tháng 8 năm 1806.
Vương quốc Württemberg tiếp tục tồn tại với tư cách một nhà nước độc lập và trở thành một bang quốc của Đế quốc Đức vào năm 1871, cho đến năm 1918, khi Đế quốc Đức bị bãi bỏ sau Thế chiến thứ nhất.

## Lịch sử
Năm 1793, Công tước Württemberg Karl Eugen qua đời mà không có hậu duệ thừa kế hợp pháp. Ngôi vị công tước xứ Württemberg lần lượt được kế vị bởi 2 người em trai của ông, Ludwig Eugen (mất năm 1795), không có con, và Friedrich Eugen (mất năm 1797). 
Công tước Friedrich Eugen từng có thời gian phục vụ trong quân đội của Friedrich Đại đế, người mà ông có quan hệ họ hàng thông qua hôn nhân, và sau đó quản lý các điền trang của gia đình mình xung quanh Montbéliard. Ông giáo dục các con mình theo đạo Tin Lành và nói tiếng Pháp, và tất cả các thành viên của gia tộc Württemberg sau này đều là hậu duệ của ông. 
Trong thời gian trị vì ngắn ngủi của Friedrich Eugen, quân đội Đệ Nhất Cộng hòa Pháp đã xâm lược xứ Württemberg và buộc công tước phải rút quân khỏi liên quân Thánh chế La Mã và trả tiền bồi thường chiến phí. Mặc dù chỉ cai trị được 2 năm, Friedrich Eugen đã quản lý một cách hiệu quả để giữ được nền độc lập của công quốc. Thông qua các cuộc hôn nhân của các con mình, ông đã có những mối quan hệ đáng chú ý trên khắp châu Âu, bao gồm cả các gia đình hoàng gia Nga, Áo và Anh.
Năm 1797, con trai Friedrich Eugen là Friedrich Wilhelm Karl kế thừa ngai vị Công tước Württemberg với xưng hiệu Friedrich III. Là một người sùng bái Friedrich Đại đế, Friedrich III tham gia Chiến tranh Liên minh thứ Hai chống lại Pháp bất chấp mong muốn của người dân và khi người Pháp lại xâm lược và tàn phá đất nước, ông rút lui về Erlangen, nơi ông ở lại cho đến sau khi ký kết Hiệp ước Lunéville vào ngày 9 tháng 2 năm 1801
Sau khi các cuộc đàm phán Hòa giải Đức dưới áp lực của người Pháp, được ký vào tháng 3 năm 1802, Friedrich III đã nhượng lại tài sản của mình ở tả ngạn sông Rhein cho Pháp, và nhận lại 9 thành bang đế quốc tự do, trong đó có Reutlingen và Heilbronn cùng các vùng lãnh thổ khác, tổng cộng có diện tích khoảng 850 dặm vuông và bao gồm khoảng 124.000 dân. Ông cũng nhận tước hiệu Tuyển đế hầu từ Đệ Nhât tổng tài Napoléon vào năm 1803. Sau đó, công quốc được nâng lên thành Tuyển hầu quốc Württemberg (1803–1805). Các lãnh địa mới không hợp nhất vào công quốc mà vẫn tách biệt như những lãnh địa độc lập của Tuyển hầu quốc. Chúng được biết đến với cái tên "Neuwürttemberg" (Württemberg Mới) và được công tước cai trị trực tiếp mà không cần thông qua nghị viện. Tuyển hầu quốc tiếp tục được mở rộng thông qua các hoạt động mua bán chuyển nhượng các lãnh địa mới trong giai đoạn 1803–1806 như một phần của quá trình Hòa giải Đức.
Năm 1805, Württemberg đứng về phía Đệ Nhất Đế chế Pháp, và trong Hòa ước Pressburg vào tháng 12 năm 1805, Tuyển hầu quốc đã được thưởng nhiều phần lãnh thổ của Đế quốc Áo xa hơn trong Vùng đế chế Swabia và các vùng đất khác trong khu vực. Vào ngày 1 tháng 1 năm 1806, Công tước Friedrich III được nâng lên hàng quốc vương và trở thành Vua của Vương quốc Württemberg, với vương hiệu Friedrich I. Sau khi tôn vương hiệu, Friedrich I đã bãi bỏ hiến pháp và thống nhất lãnh thổ Cựu và Tân Württemberg. Sau đó, ông đặt tài sản của nhà thờ dưới sự kiểm soát của nhà nước. Ông cũng gia nhập Liên bang Rhein và nhận thêm lãnh thổ.